# Чардаклия
Чардаклия (на македонска литературна норма: Чардаклија) е село в Община Щип, Северна Македония.

## География
Селото се намира на около 5 километра северно от общинския център град Щип на регионалния път Щип – Кочани. До селото минава реката Брегалница.

## История
В XIX век Чардаклия е малко българско село в Щипска кааза на Османската империя. Според статистиката на Васил Кънчов („Македония. Етнография и статистика“) от 1900 година селото има 36 жители, всички българи християни.
По данни на секретаря на Българската екзархия Димитър Мишев („La Macédoine et sa Population Chrétienne“) в 1905 година в Чардаклия (Tchardaklia) има 56 българи екзархисти.
При избухването на Балканската война в 1912 година един човек от Чардаклия е доброволец в Македоно-одринското опълчение. След Междусъюзническата война в 1913 година селото остава в Сърбия.

## Личности
Родени в Чардаклия
- Гоно Атанасов, македоно-одрински опълченец, в четата на Тодор Александров[4]
- Томе Наумов, български революционер, четник на Ефрем Миладинов в 1914 година[5]

## Други
На Чардаклия е наречена улица във вилна зона „Горна баня“ в София (Карта).